# Doratoxylon apetalum
Doratoxylon apetalum är en kinesträdsväxtart. Doratoxylon apetalum ingår i släktet Doratoxylon och familjen kinesträdsväxter.

## Underarter
Arten delas in i följande underarter:
- D. a. apetalum
- D. a. madagascariense
- D. a. diphyllum